# Chiesa di San Pietro Apostolo (Bicinicco)
La chiesa di San Pietro Apostolo è la parrocchiale di Bicinicco, in provincia ed arcidiocesi di Udine; fa parte della forania del Friuli Centrale.
Attorno all'edificio sorgono ancor oggi alcuni resti dell'antica centa.

## Storia
La parrocchiale di Bicinicco fu costruita tra il 1717 e il 1736 e consacrata nel 1807 dall'arcivescovo Baldassarre Rasponi. L'edificio venne ristrutturato diverse volte nel corso del XIX secolo.

## Descrizione

### Esterno
La facciata a capanna della chiesa, rivolta a mezzogiorno, è tripartita da quattro lesene tuscaniche, sorreggenti il timpano in cui si apre un oculo, e presenta al centro il portale d'ingresso architravato.
Annesso alla parrocchiale è il campanile a base quadrata, la cui cella presenta su ogni lato una bifora ed è coperta dal tetto a quattro falde.

### Interno
Opere di valore presenti all'interno della chiesa sono l'altar maggiore, stile barocco ed in marmo di Carrara, una Pietà, opera del 1942 di Antonio della Marina e Domenico Forgiarini, la decorazione del soffitto dell'abside, in cui sono raffigurati i Quattro Evangelisti, il fonte battesimale, risalente al 1565, una pala raffigurante il Battesimo di Gesù, dipinta da Arrigo Poz nel 1947, ed il dipinto del soffitto, con l'Assunzione della Vergine, opera del 1836 di Domenico Paghini.